# یوئن چیو
یوئن چیو (چینی: 元秋؛ زادهٔ ۱۹۴۸ میلادی) بازیگر و رزمی‌کار اهل چین است.
از فیلم‌ها یا برنامه‌های تلویزیونی که وی در آن نقش داشته‌است، می‌توان به پلیس زن و در جستجوی جکی اشاره کرد.